# عبدالطیف روشان
عبداللطیف روشان سیاستمدار افغانستانی و سرپرست اسبق وزارت معارف افغانستان در دولت وحدت ملی به ریاست جمهوری محمد اشرف غنی بود. وی که دارای مدرک دکترا از دانشگاه کالیفرنیا در رشته تحصیلات عالی را دارد سابقه فعالیت در سمت ریاست دانشگاه باختر را نیز در کارنامه دارد. وی در ۱ سرطان/تیر ۱۳۹۶ پس از فریده مومند به عنوان سرپرست وزارت تحصیلات عالی تعیین شد. وی در ۱ قوس/آذر ۱۳۹۶و پس از مطرح شدن شایعاتی مبنی بر وجود مشکلاتی در سابقه تحصیلی و فعالیت در سمت دانشگاه باختر و با افزایش اعتراضات پس از خودکشی یک دانشجو دختر به نام زهرا خاوری در دانشگاه کابل از سمتش استعفا داد.